# 네크라이토키
네크라이토키(Necry Talkie, 일본어: ネクライトーキー)는 현재 소니 뮤직 엔터테인먼트 (일본)과 계약을 맺은 일본의 록 밴드이다. 2017년 아사히 렌이 다른 멤버 3명을 초대해 공연을 결성하면서 결성됐다. 그해 8월 14일, 그들은 클럽에서 첫 라이브를 선보이고 첫 데모 싱글 "Taifu! (taifu!, Taifuu)"를 발매했다. 동시에 그들은 PCI 레코드에도 서명했다. 2018년 12월 5일 첫 번째 정규 앨범 One을 발매했다. 이어 이듬해 7월 24일 미니 앨범 Memories를 발매했고, 9월 23일 소니 뮤직으로 레이블을 전환해 두 번째 정규 앨범을 발매했다. 또한 The First Take에서 KANA-BOON과 후자의 싱글 "Naimononedari"와 협력했다. 이후 2021년 5월 19일 세 번째 앨범 Freak를 발매했다.

## 디스코그래피

### 앨범
- One (2018)
- Zoo!! (2020)
- Freak (2021)
- Torch (2024)

### 미니앨범
- Memories (2019)
- Memories2 (2022)

### EP
- Odore! Lambada (2023)